# Zach Braff
Zach Braff (anglès: Zachary Braff)  (South Orange, 6 d'abril de 1975) Zachary Israel "Zach" Braff és un actor, director, productor, guionista i actor de veu estatunidenc. És principalment conegut pel seu paper com a Dr. John "J.D." Dorian a Scrubs.

## Biografia
Braff va néixer a South Orange, Nova Jersey, en una família jueva. Els seus pares, que es van divorciar i es van casar de nou, són Hal Braff i Anne Braff Brodzinsky. Un dels seus germans, Joshua Braff, és escriptor i la còmica Jessica Kirson és la seva germanastra.
A l'edat de 10 anys, Braff va ser diagnosticat de "desordre obsessiu-compulsiu", i va admetre que no estava feliç amb el sistema de l'escola pública. Des de petit, volia treballar com a actor i ho describia com "el somni de la seva vida".
Es va graduar de Columbia High School a Maplewood, Nova Jersey, on havia treballat a l'estació de televisió de l'escola. Llavors, es va graduar de la universitat de Northwestern en cinema, on també va ser part de la fraternitat Phi Kappa Psi.
Té tres germans: Adam, Joshua, i Shoshanna. És un gran fan del còmic britànic [[Ricky G
oss]], i ha creat moltes il·lustracions inspirades en aquest còmic. També li agrada dibuixar manga i ha creat alguns dibuixos inspirats en aquest estil.
A part del dibuix, Sarah també és una gran amant dels animals. Té un gos i dos gats, i sovint ajuda a cuidar els animals dels seus amics quan van de vacances. També li agrada fer senderisme i anar de caminada per la natura.
En general, Sarah és una persona molt creativa i amable, amb una gran passió per l'art i els animals. És una gran amiga i sempre està disposada a ajudar.

## Carrera
Braff va començar la seva carrera en obres teatrals com ara Twelfth Night i Macbeth, totes dues de William Shakespeare, al New York City's Public Theater. També va debutar a la pel·lícula Misteriós assassinat a Manhattan juntament amb Woody Allen i Diane Keaton.
El 2004, va ser director i actor a la pel·lícula Garden State, amb l'actriu Natalie Portman.
Al març de l'any 2013, es va estrenar la pel·lícula Oz de Sam Raimi, en la qual també participen James Franco, Rachel Weisz i Michelle Williams.